# Free Ranging On Grid
Free Ranging On Grid (Abkürzung: FROG) (auf Deutsch „Freies Navigieren auf einem Raster“) ist eine Navigationstechnologie für Fahrerlose Transportfahrzeuge (FTF) bzw. Fahrerlose Transportsysteme (FTS) die mit Hilfe von im Boden flächendeckend in einem bestimmten Raster angeordneten Dauermagneten oder RFID-Transpondern gesteuert werden können. Die Navigation erfolgt anhand virtueller Fahrwege, die per Odometrie (Navigation auf Basis von Daten die von Drehgebern an den Rädern und der Lenkung erfasst werden) abgefahren werden. Da die odometrische Navigation mit gewissen Toleranzen behaftet ist, erfolgt eine Referenzierung anhand des Rasters. Auf Basis der einprogrammierten virtuellen Fahrwege kann das Fahrzeug seine Position selbst bestimmen, Korrekturen vornehmen, sämtliche Fahrwege nutzen und somit alle Ziele anfahren. FROG bedeutet, dass im Einsatzbereich des FTS/FTF ein ganzes Netz (Grid) von Dauermagneten oder RFID-Transpondern verlegt und deren Koordinaten programmiert wird. Auf diesem Raster können die autonomen Fahrzeuge frei navigieren.
Im „European Container Terminal“ (ECT) im Hafen von Rotterdam sowie im „Containerterminal Altenwerder“ (CTA) im Hamburger Hafen wurde die FROG Technologie mit RFID-Transpondern großflächig angewendet.
Die FROG Technologie mit Magnetraster findet bei klassischen Fahrerlosen Transportsystemen (FTS) eine breite Anwendung in der Industrie. Das niederländische Unternehmen Frog AGV Systems liefert weltweit Systeme mit dieser Navigationstechnologie.